# Maria Priscila
Maria Priscila Teixeira Gonçalves (Vidago, 16 de abril de 1940) es una pintora portuguesa.

## Biografía
Nació en Vidago el año de 1940 y tiene su residencia en el mismo lugar.
Es profesora de enseñanza básica. Diplomada en 1960 en Vila Real, inició las actividades docentes ese año. Como pintora, comenzó con cuatro trabajos en una exposición colectiva denominada "Conmemoración Infante D. Henrique", efectuada por la Cámara Municipal de Vila Real, aún el mismo año. Se jubiló en 1992.
Está representada en varias colecciones oficiales: Cámara Municipal de Boticas, Cámara Municipal de Bragança, Cámara Municipal de Llaves, Cámara Municipal de Vila Real, Casa Tras-los-Montes y Alto Doro de Lisboa, Cuartel Infantaria de Llaves, Delegación del INATEL de Vila Real, entre otras instituciones públicas e incontables colecciones particulares.
Es la autora de carteles y estampas de las Fiestas de la Ciudad, conmemoraciones del 8 de julio de 1997 en Chaves.
Autora de portadas de libros y revistas científicas y culturales. Autora de tarjetas de Navidad.
En 2009 fue creada por la Casa de Cultura de Vidago la "Galería de Arte Maria Priscila" en su homenaje.

## Premios
- 1975 - 1º Premio en el Concurso de Pintura Día Mundial del Ambiente;[2]
- 1992 - 1º Premio en el Concurso de Pintura del INATEL, más mención honrosa en el mismo concurso;[2]
- 1993 - 2º Premio en el Concurso de Pintura del INATEL;[2]
- 1996 - 1º Premio en el Concurso de Pintura del INATEL, más mención honrosa en el mismo concurso;[2]
- 2002 - Premio Podium Arte;[2]
- 2007 - 1º Premio de Pintura "III BIENAL DE La MÁSCARA" - MASCARARTE - Bragança;[4]
- 2011 - 2º Premio de Pintura "V BIENAL DE La MÁSCARA" - MASCARARTE - Bragança.

## Exposiciones Colectivas
- 1960 - Escuela del Magistério Primario de Vila Real; Cámara Municipal de Vila Real;
- 1984 - Galería de Turismo de Llaves; Palace Hotel de Vidago; Casino de las Piedras Saladas; Salón de Otoño del Casino de Estoril;
- 1985 - Casa de Tras-los-Montes y Alto Doro; Feria Internacional de Lisboa; Galería del Turismo de Llaves; Secretaría de Estado comunicacional Social - Puerto;
- 1987 - Galería del Casino de Estoril - Salón de Otoño;
- 1989 - Sede de la Unesco - París, Francia; Casa de la Juventud - Verín, España;
- 1990 - Universidad de Tras-los-Montes y Alto Doro - Vila Real; Gallaecia - 90 Vigo;
- 1993 - Museo de la Región Flaviense; Casa de la Cultura de Outeiro Seco; Archivo Distrital de Vila Real;
- 1994 - Galería de la Bodega Faustino - Llaves; Galería del Turismo de Llaves; Cámara Municipal de Boticas; Podium 94; Vigo - Galicia; Arte Joven - Llaves;
- 1995 - Estudio 34 - Ourense, Galicia; Galería de la Bodega Faustino - Llaves; Galería del Palace Hotel de Vidago;
- 1996 - Instituto del Vino del Puerto - Régua; INATEL 96 - Vila Real; Vigo - Galicia.
- 1997 - Centro Cultural de Paço d'Arcos - Lisboa; Mercado Ferreira Borges - Puerto; Museo de la Región Flaviense - Llaves; Centro Cultural de Boticas;
- 1998 - Centro Cultural de Paço d'Arcos - Lisboa; Galería del Palace Hotel de Vidago; Cámara Municipal de Montalegre;
- 2000 - Centro Cultural de Vila Real; Arte Nuestro - ADRAT, Llaves;
- 2001 - Arte Nuestro - ADRAT, Llaves;
- 2002 - Premio de Pintura - III Congreso de Tras-los-Montes y Alto Doro - (Artista Seleccionada) - Bragança;
- 2003 - Arte Nuestro - ADRAT, Llaves;
- 2004 - Centro Cultural de Llaves;
- 2005 - Conmemoraciones del 100 años de la Casa de Tras-los-Montes y Alto Doro - Llaves; Conmemoraciones del 100 años de la Casa de Tras-los-Montes y Alto Doro - Lisboa; Centro Cultural de Llaves "Márgenes del Tâmega" - Llaves; Tamaganos - Verín, España;
- 2006 - Encuentro de Arte Joven - Bienal de Arte - Llaves; "El Tâmega y sus Márgenes" - Pabellón ADRAT - Llaves;
- 2007 - Centro Cultural de Verín (Entroido); II Encuentro Lusitano - Galaico "Aromar", Casa de la Cultura - Puerto del Son; III Bienal de la Máscara "MASCARTE" - Centro Cultural de Bragança;
- 2008 - Gallery Master Pieces - Nueva York, Estados Unidos de América. Inauguración de la GALERÍA MARIA PRISCILA en Vidago;
- 2009 - Entroido de Verín - Casa del Escudo - Verín, España;
- 2010 - Entroido de Verín - Casa del Escudo - Verín, España;
- 2011 - Centro Cultural de Llaves (Artistas de Llaves); Casa de Tras-los-Montes y Alto Doro - Lisboa; V Bienal de la Máscara "MASCARTE" - Centro Cultural de Bragança;
- 2012 - Bienal de Arte Llaves - Centro Cultura de Llaves - Artista Seleccionada para Exposición - Eurocidade - Llaves-Verín ( Casa del Escudo );
- 2014 - XXVIII - Exposición colectiva de los Socios del Árbol - Museo Nacional de Sonar de los Reyes.[5]

## Exposiciones Individuales
- 1960 - Escuela del Magistério Primario - Vila Real;
- 1984 - Galería Palace Hotel - Vidago;
- 1985 - Galería Palace Hotel - Vidago;
- 1986 - Galería Palace Hotel - Vidago;
- 1987 - Salón Noble de la Casa del Doro - Régua; Galería Palace Hotel - Vidago; Galería Señora Dueña - Ed. Bristol - Puerto;
- 1988 - Galería del Puesto de Turismo - Coimbra; Facultad de Medicina Dentária - Puerto; Facultad de Economía - Puerto; Salón Noble de los B.V.V. - Vidago; Galería Palace Hotel - Vidago;
- 1989 - Galería Palace Hotel - Vidago; Salón Noble de los B.V. Vidago; Salón Noble de los B.V. Vila Poca de Aguiar; Museo de la Región Flaviense - Llaves;
- 1990 - Átrio de las Termas - Llaves; Hotel Aquae Flaviae - Llaves; Galería Palace Hotel - Vidago;
- 1991 - Salón Noble de la Casa del Doro - Régua; Galería Palace Hotel - Vidago;
- 1992 - Cámara Municipal de Vila Real; Galería Nueva Bila - Vila Real; Galería Palace Hotel - Vidago;
- 1993 - Museo de la Región Flaviense; Archivo Distrital de Vila Real; Galería Palace Hotel - Vidago;
- 1994 - Galería de la Bodega Faustino - Llaves; Galería de Turismo - Llaves; Galería Palace Hotel - Vidago; Centro Cultural de Boticas - Podium 94;
- 1995 - Estudio 34 - Ourense, España; Galería Palace Hotel - Vidago;
- 1996 - Galería de la Bodega Faustino - Llaves; Galería Palace Hotel - Vidago;
- 1998 - ADRAT - Llaves;
- 1999 - Aero Club - Llaves;
- 2000 - Galería Palace Hotel - Vidago; Museo de la Región de Vidago;
- 2006 - Galería del Hotel Son Francisco - Llaves; Centro Cultural de Llaves;
- 2008 - Centro Cultural de Llaves; Galería de Arte Maria Priscila - Vidago;
- 2009 - Galería de Arte Maria Priscila - Vidago;
- 2010 - Galería de Arte Maria Priscila - Vidago;
- 2011 - "Esperando la Madrugada" - Centro Cultural de Llaves; "Esperando la Madrugada" - Galería de Arte Maria Priscila - Vidago;[6]
- 2012 - "Nací hace un Instante - Antologia" - Maria Priscila - Museo Abade Baçal - Bragança.[7]